# Bataille des casques d'argent
Première Guerre mondiale
Batailles
Front d'Europe de l’Ouest
- Liège (8-1914)
- Namur (8-1914)
- Frontières (8-1914)
- Anvers (9-1914)
- Grande Retraite (9-1914)
- Marne (9-1914)
- Course à la mer (9-1914)
- Yser (10-1914)
- Messines (10-1914)
- Ypres (10-1914)
- Givenchy (12-1914)
- 1re Champagne (12-1914)
- Hartmannswillerkopf (1-1915)
- Neuve-Chapelle (3-1915)
- 2e Ypres (4-1915)
- Colline 60 (4-1915)
- Artois (5-1915)
- Festubert (5-1915)
- Quennevières (6-1915)
- Linge (7-1915)
- 2e Artois (9-1915)
- 2e Champagne (9-1915)
- Loos (9-1915)
- Verdun (2-1916)
- Redoute Hohenzollern (3-1916)
- Hulluch (4-1916)
- 1re Somme (7-1916)
- Fromelles (7-1916)
- Arras (4-1917)
- Vimy (4-1917)
- Chemin des Dames (4-1917)
- 3e Champagne (4-1917)
- 2e Messines (6-1917)
- Passchendaele (7-1917)
- Cote 70 (8-1917)
- 2e Verdun (8-1917)
- Malmaison (10-1917)
- Cambrai (11-1917)
- Bombardements de Paris (1-1918)
- Offensive du Printemps (3-1918)
- Lys (4-1918)
- Aisne (5-1918)
- Bois Belleau (6-1918)
- 2e Marne (7-1918)
- 4e Champagne (7-1918)
- Château-Thierry (7-1918)
- Le Hamel (7-1918)
- Amiens (8-1918)
- Cent-Jours (8-1918)
- 2e Somme (9-1918)
- Bataille de la ligne Hindenburg
- Meuse-Argonne (10-1918)
- Cambrai (10-1918)

Front italien
Front d'Europe de l’Est
Front des Balkans
Front du Moyen-Orient
Front africain
Bataille de l'Atlantique
La bataille des casques d'argent ou combats de Haelen est un affrontement de cavalerie entre les troupes belges et allemandes le 12 août 1914, sur le territoire de la commune belge de Halen, dans la Province de Limbourg. Au début de l'invasion de la Belgique, après la prise des forts entourant Liège, l'état-major de l'armée belge choisit la Gette comme position de défense naturelle pour arrêter l'avancée allemande vers le nord et Anvers. C'est là qu'ont eu lieu les premières charges de cavalerie de la Grande Guerre.

## Contexte
Le 11 août, le commandement de l'armée belge était convaincu que la percée allemande se ferait vers le nord, en direction de Saint-Trond, Borgloon et Hasselt, et que les troupes devraient passer la Gette sur le pont de Halen. Le lieutenant-général de Witte devait défendre avec un petit nombre de soldats une ligne de 14 km qui courait de Drieslinter à Halen. Dans la soirée, lors d'une réunion dans le café Old Corte Aeken à Kortenaken, de jeunes officiers, dont le lieutenant Raoul Van Overstraeten et le capitaine Maurice Tasnier, le convainquent de faire combattre les cavaliers pied à terre car les bataillons de chasseurs à pied allemands étaient chacun équipés de six mitrailleuses Maxim. Dans la matinée du 12 août, l'état-major belge, alors à 30 km de là, à Louvain, reçut l'information par téléphone et par télégraphe qu'un grand nombre de soldats allemands avaient traversé Hasselt et marchaient sur Halen dans le but de traverser la Gette. Il envoya au général de Witte la 4e brigade mixte en renfort. Cette dernière était composée de 2 800 hommes qui arrivèrent dans l'après-midi, après une marche de 15 km sous un soleil de plomb.

## Troupes en présence
- Les troupes belges sous le commandement du lieutenant-général de Witte :
  - 3e compagnie cycliste
  - 4e régiment de chasseurs à cheval
  - 1er et 2e régiment de guides
  - 4e et 5e régiment de lanciers

- Les troupes allemandes sous commandement du général-major Georg von der Marwitz :
  - 2e régiment de cuirassiers
  - 18e régiment de dragons du Mecklembourg
  - 9e régiment de uhlans de Poméranie
  - 1er et 2e régiment d'hussards
  - 7e et 9e régiment de chasseurs
  - 3e régiment d'artillerie de campagne

## Premières escarmouches
Les cyclistes de la 3e compagnie ouvrirent le feu à 8 h 10, près du pont sur la Gette, sur une douzaine d'éclaireurs allemands qui marchaient de Herk-de-Stad en direction de Halen. Parmi la douzaine de cavaliers pris à partie, quatre furent tués, deux blessés et un fut fait prisonnier. Deux cents soldats belges équipés de deux mitrailleuses Hotchkiss tentèrent de fortifier une position autour d'une brasserie mais durent l'évacuer sous le feu de l'artillerie de campagne allemande, accompagnés d'une grande partie de la population de Halen. Pendant ce temps, les troupes du génie de la compagnie cycliste dynamitèrent le pont qui s'effondra en partie, et les Allemands investirent la ville de Halen avec un millier de soldats. Cette victoire facile des Allemands les convainquit, lors la bataille, de pouvoir lancer des charges de cavalerie sans grand risque.

## Les troupes belges prennent position

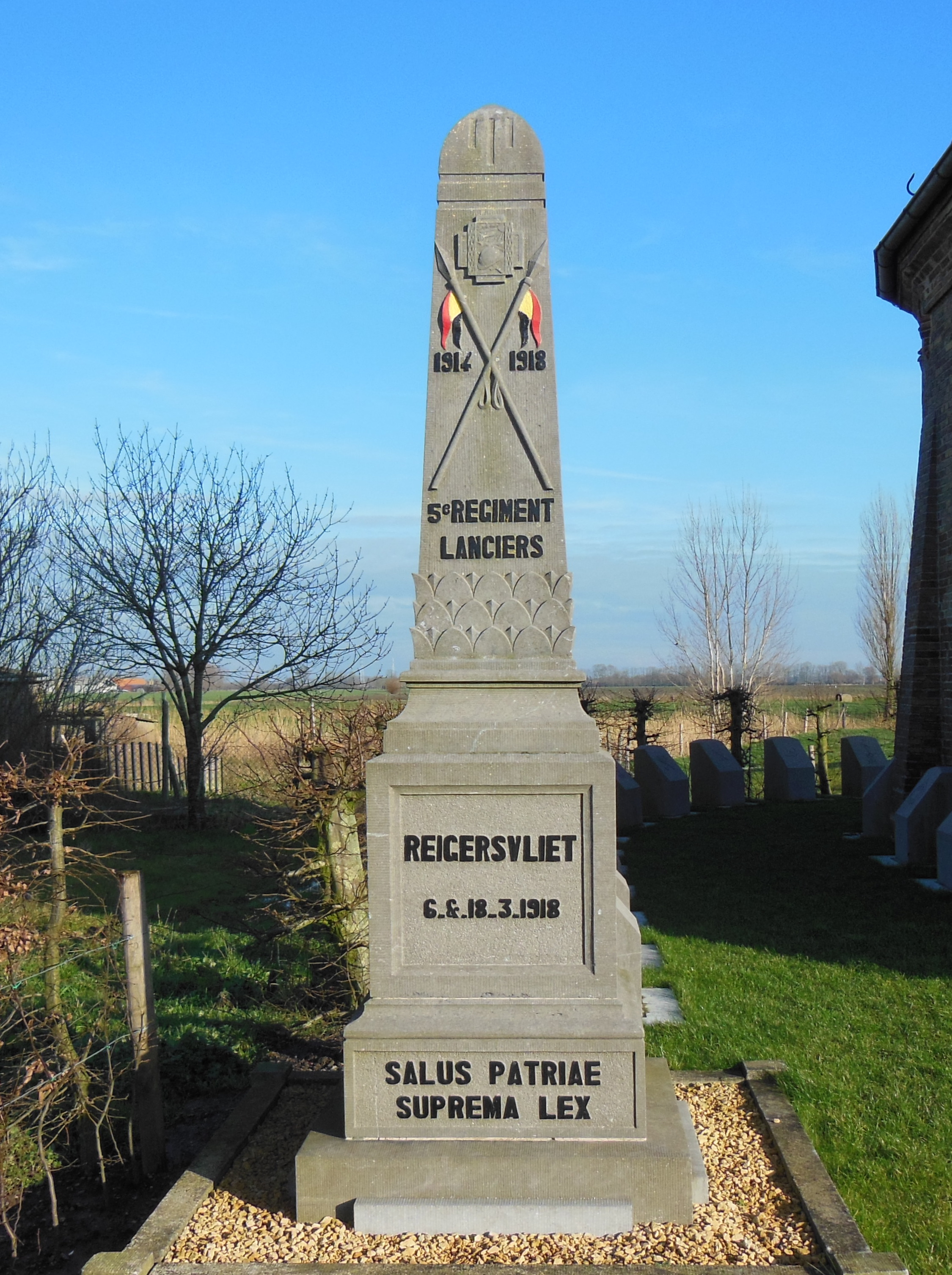
Le monument au 5^{e} régiment de lanciers.

Le général belge Proost reçut l'ordre du lieutenant-général de Witte de placer ses lanciers entre la forêt de Loksbergen et le côté est du village de Halen. Grâce à une reconnaissance préalable, il remarqua que cette position était difficilement visible des Allemands et qu'il pouvait ainsi s'approcher d'eux sans être aperçu. Il choisit de placer ses lanciers près d'une ferme située le long d'une route du nord-sud, et qui devint le point central de la défense. Le 2e régiment de guides prit position pour sa part au nord de la Rotemse Molen et le 1er régiment de guides se plaça plus à l'ouest, au bord de la forêt de Loksbergen (aujourd'hui disparue). Quatre pièces d'artillerie furent placées juste derrière le sommet du Mettenberg, couvrant le terrain jusqu'à Halen ; de l'artillerie était également placée sur le Bokkenberg. La compagnie cycliste s'installa à Zelk.

## L'attaque

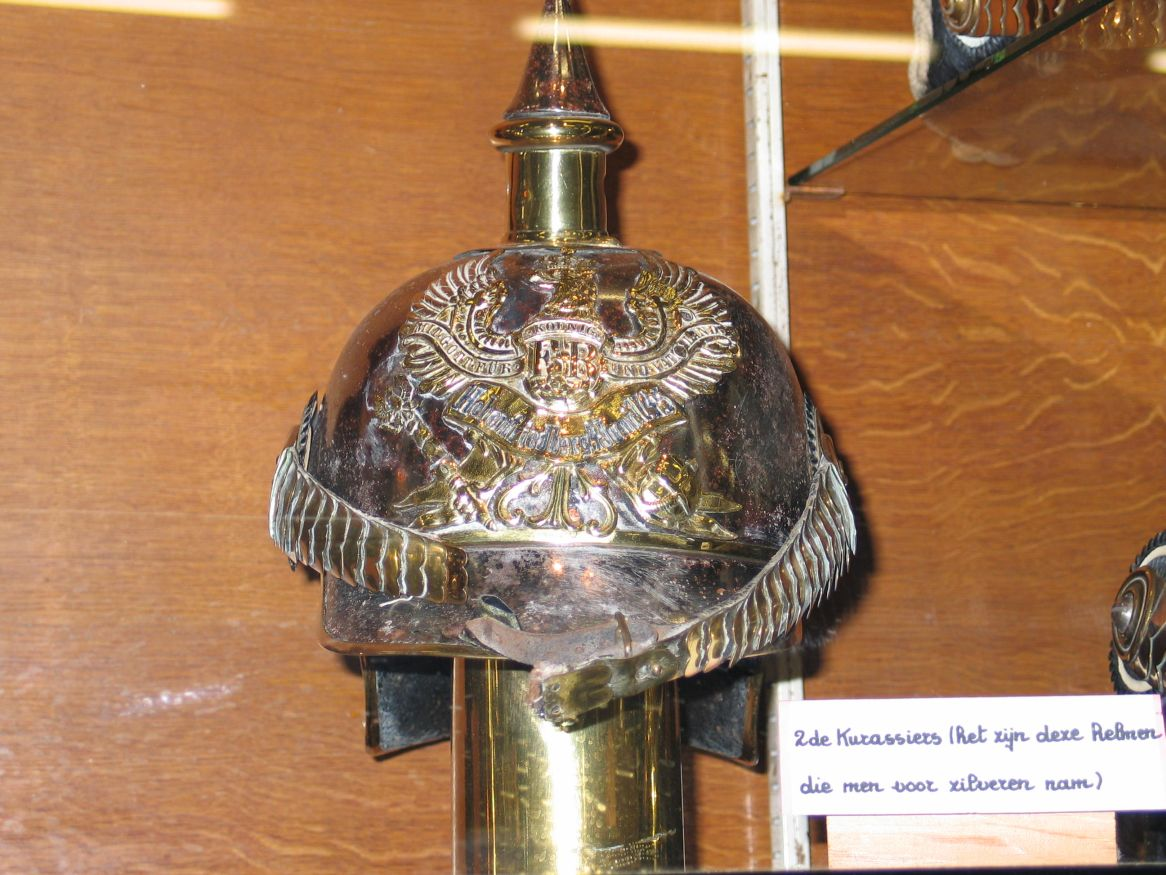
« Casque d'argent » du 2e régiment de cuirassiers allemand.

La cavalerie allemande, convaincue de sa supériorité, opta pour les charges de cavalerie « à l'ancienne », c'est-à-dire au galop et sabres au clair. Lorsque les 17e et 18e régiment de dragons à cheval entrèrent dans Halen, la concentration de troupes allemandes fut soudain prise sous le feu de l'artillerie belge. Les Allemands voulurent les soutenir par un assaut d'infanterie.
Pendant ce temps, les cyclistes, qui avaient dû abandonner le pont sur la Gette à Halen pour se déployer sur le plateau au nord de l'Ijzerbeek, étaient pris entre le feu des Allemands en position à Halen et les lanciers belges situés autour du Ijzerwinning. Ils n'eurent pas le temps d'organiser leurs défenses. Attaqués par les chasseurs allemands, ils subirent des pertes s'élevant à 30 morts et plus de 100 blessés.

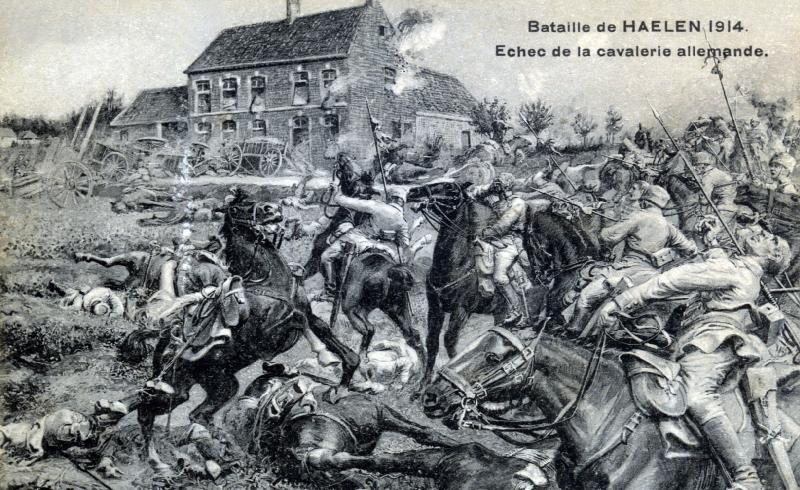
Carte postale de l'époque représentant l'échec de la cavalerie allemande à Haelen.

Entre 13 h et 14 h, un escadron du 17e dragons allemand fit mouvement de Halen pour attaquer Zelk. Il y fut massacré par les Belges, et seulement dix chevaux sans cavaliers atteignirent la barricade, le commandant de l'escadron von Bode étant capturé.

## Conséquences

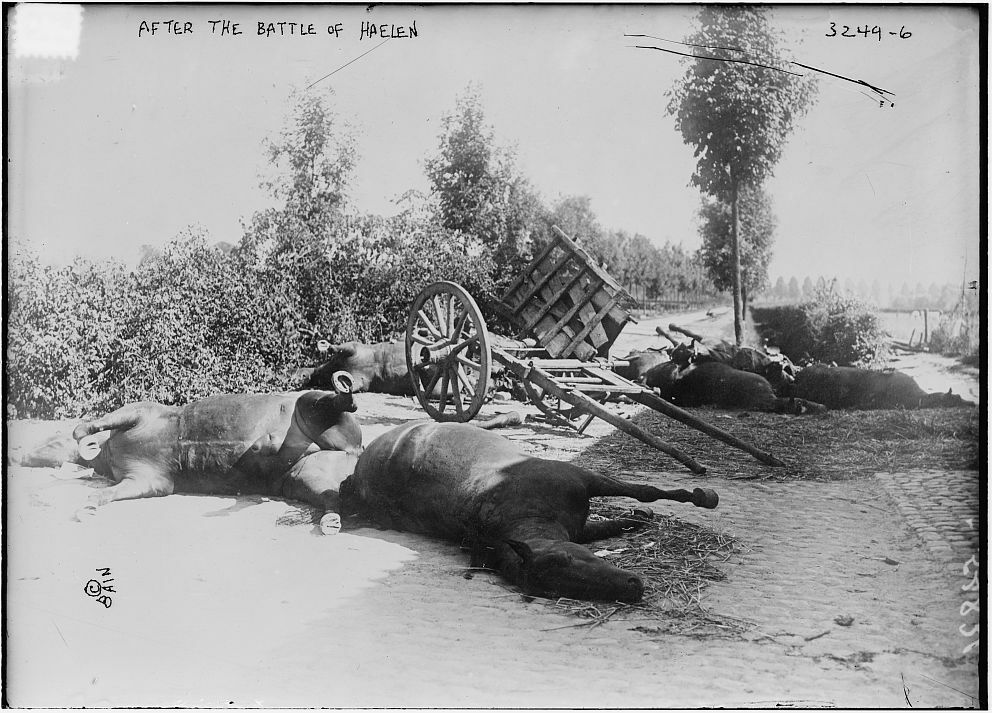
Chevaux morts après la bataille. Photographie, bibliothèque du Congrès, Washington, D.C.

La bataille, bien que de portée limitée, est considérée par les historiens comme la dernière grande charge de cavalerie sur le front ouest. Ce fut un succès temporaire pour l'armée belge, qui dut ensuite se retirer rapidement vers la forteresse d'Anvers. Les soldats belges sont enterrés dans le cimetière militaire belge de Halen. Des sources chiffrent les pertes à 3 000 Allemands tués et 1 100 soldats belges tués ou disparus. Deux-cents Allemands furent faits prisonniers.
En 1937, le général allemand Heinz Guderian consacra un chapitre entier de son livre Achtung : Panzer à montrer que même la cavalerie la plus audacieuse est condamnée à échouer si l'ennemi s'y oppose avec des armes à feu modernes. Dans la littérature militaire anglaise, cette bataille est connue sous le nom de Battle of Halen. Dans ses mémoires, sous le titre Idéal Vécu, le général français Weygand donne à cette bataille le nom de bataille de la Gette. Le nom de « bataille des Casques d'Argent » remonte à un poème écrit en 1914 par l'abbé Auguste Cuppens, alors curé de Loksbergen. Ce nom est emprunté à la couleur des casques des cuirassiers allemands abandonnés sur le champ de bataille.

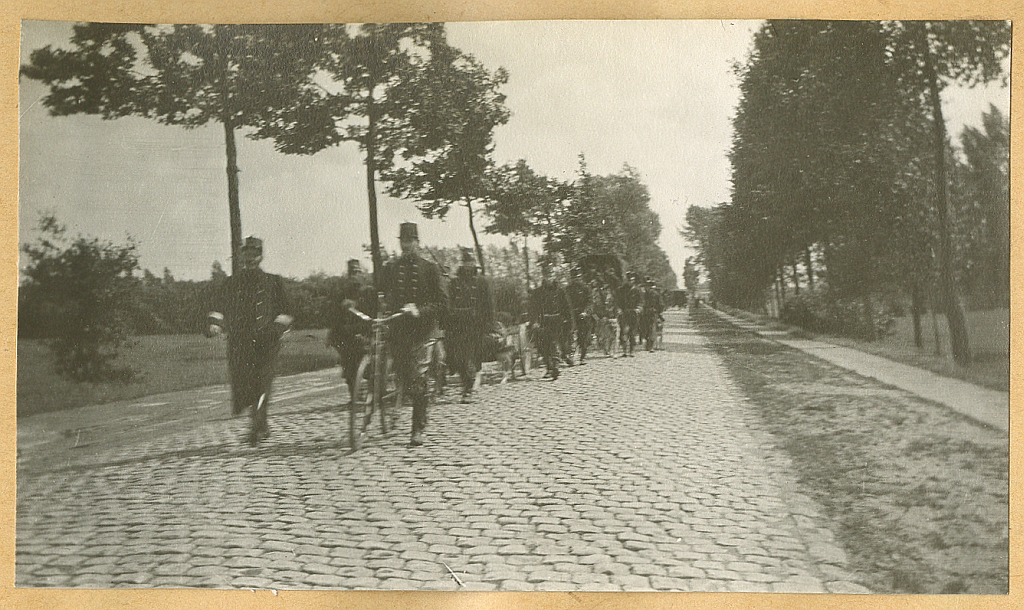
Retraite du 2e régiment de carabiniers-cyclistes après la bataille de Halen, août 1914.

Les régiments cyclistes belges reçurent à cette occasion le surnom de « Diables Noirs ». Le général de Witte fut quant à lui anobli baron en 1924 et put ajouter « de Haelen » à son patronyme.

## Musée

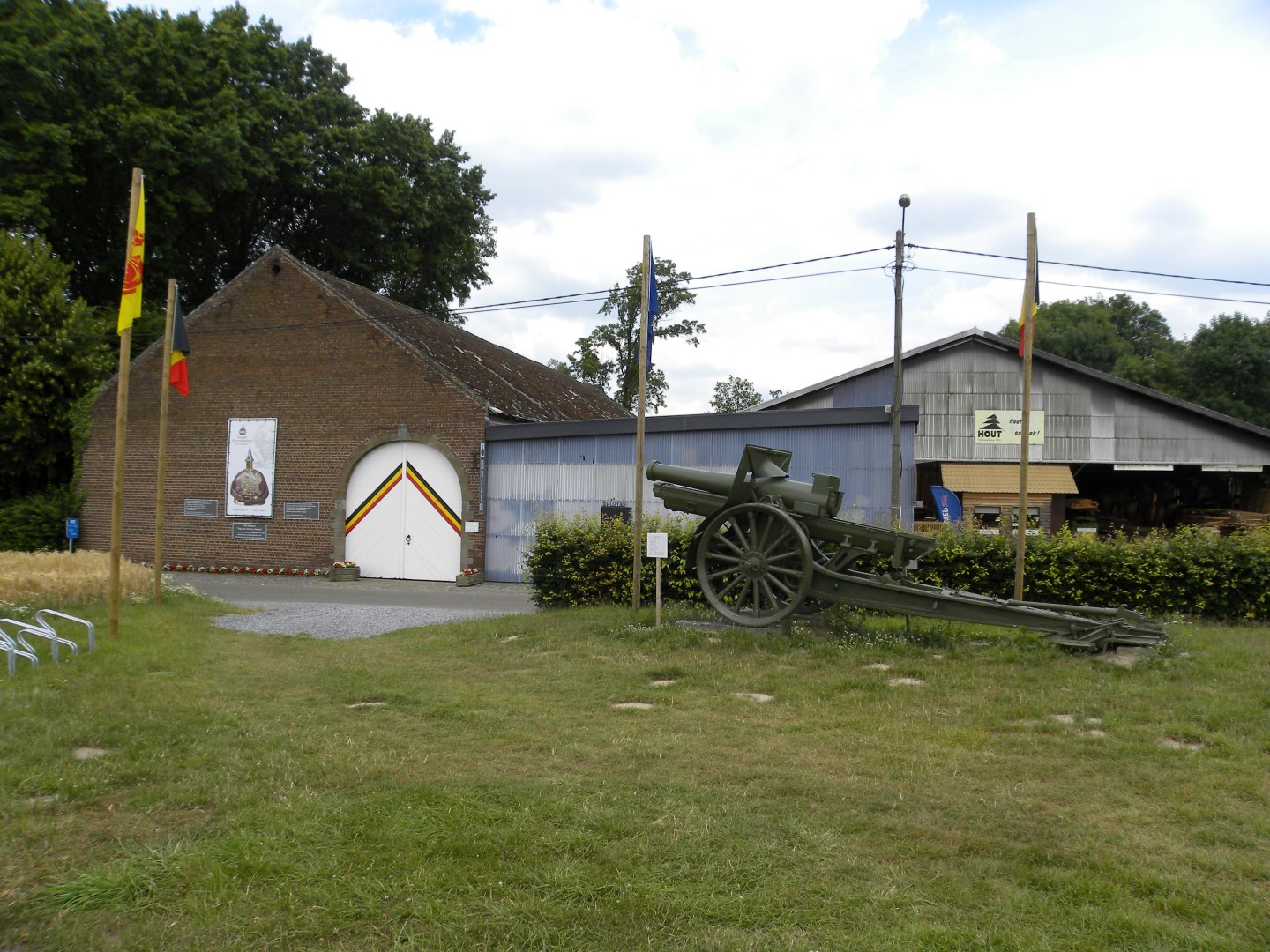
Musée de la Bataille des casques d'argent.

Dans les environs de Halen, à Rotem, se trouve un musée privé consacré à la bataille. Il est géré par les descendants de Jozef Stroobants, un habitant de l'Ijzerwinning qui fonda le musée.

### Sources et bibliographie
- (nl) Cet article est partiellement ou en totalité issu de l’article de Wikipédia en néerlandais intitulé « Slag der Zilveren Helmen » (voir la liste des auteurs).
- (nl) H.J. Vanthuyne, De dag dat cavalerie voor het laatst storm reed[réf. incomplète]